# Archivo de la Palabra y de la Imagen de Cartagena
El Archivo de la Palabra y de la Imagen de Cartagena es un proyecto promovido por la Concejalía de Cultura, en colaboración directa con el Archivo Municipal de la ciudad de Cartagena, en la Región de Murcia, España. Nace de la necesidad de conservar tanto el patrimonio cultural material como inmaterial de este territorio recogiendo una información que, de no capturarse y conservarse adecuadamente, corre el peligro de desaparecer, y con ella la memoria oral de colectividades no apoyadas en la historia escrita. 
Si el investigador desea conocer el pasado no debe recurrir tan solo a una parte de la información: a la Historia tradicional escrita; sino que debe alimentarse de las referencias orales con la voluntad de englobar distintas áreas del comportamiento humano integrando métodos y técnicas que tengan como finalidad la consecución de la denominada "Historia Total"; la idea de reconsiderar el campo de acción y las fuentes de las que se obtienen los datos.
Esto se traduce en un patrimonio cultural correspondiente a una sociedad tradicional en trance de extinción arraigada en la memoria de los más mayores, siendo considerados como el último eslabón de una cadena de generaciones que han mantenido durante siglos un extraordinario acervo transmitido exclusivamente de forma oral.

## Objetivos
Los objetivos del proyecto, son: 
1. Recopilar datos que permitan crear un archivo oral lo más completo posible, abordando temas que forman parte de lo que se conoce como cultura popular, así como todas aquellas referencias de carácter histórico que se conservan en la memoria de nuestros mayores.
2. Recoger materiales de otro tipo en diferentes formatos (fotográficos, documentos escritos, audiovisuales, objetos materiales, etc.).
3. Proporcionar contexto y detalle a la información capturada, haciendo visible lo invisible.
4. Poner en conocimiento la riqueza de nuestro patrimonio oral sometido a un inexorable proceso de desaparición.
5. Poner al servicio de la comunidad científica un archivo que pueda servir de base a estudios abordados desde disciplinas muy diversas (Historia, Sociología, Etnografía, Antropología, Proxémica, etc.)

## Fases del proyecto
1. Recopilación de datos: este ciclo se desarrolla a través del trabajo simultáneo de cuatro investigadores becados al efecto, determinando en primer lugar las cuestiones a documentar dentro de la amplitud y diversidad de aspectos de la denominada “cultura tradicional”; siendo de orientación tanto etnográfica como histórica.
2. Selección de áreas geográficas, rurales y urbanas: el área de trabajo se centra en la ciudad de Cartagena y su comarca. Los criterios de selección de las unidades geográficas están determinadas por la existencia e importancia de una marcada identidad local.
3. Selección de informantes: muestras representativas de individuos capaces de proporcionar información pertinente acerca de las cuestiones a documentar elaboradas durante el diseño de la investigación
4. El trabajo de campo: La recopilación de datos se basa, fundamentalmente, en la encuesta directa con los informantes. Las entrevistas se llevan a cabo tanto a grupos focales como a personas de forma individual.
5. Tratamiento de la información recogida: Fijación de los documentos orales, así como de cualquier otra documentación asociada, en soporte digital.

## El Proyecto hoy
En la actualidad el número de entrevistas llevadas a cabo supera las 800 aproximadamente; el material fotográfico ronda las 4.000 imágenes; más de 60 grabaciones en vídeo, así como unas 10 grabaciones en DVD.

## Divulgación del Proyecto
El Archivo de la Palabra y de la Imagen ha realizado dos exposiciones públicas en La Puebla y en Perín, donde se mostró a todos los visitantes los resultados obtenidos durante varios meses de trabajo en dichas localidades.